# تشلنزا سول ترينيو
تشلنزا سول ترينيو (بالإيطالية: Celenza sul Trigno)‏ هي بلدية في مقاطعة كييتي في إقليم أبروتسو الإيطالي.

## السكان
في سنة 1861 بلغ عدد السكان 1٬809 نسمة، وتطور العدد ليصل في سنة 2011 لـ 974 نسمة.
يظهر هذا المخطط البياني تطور النمو السكاني لـ تشلنزا سول ترينيو

## توأمة
لتشلنزا سول ترينيو اتفاقيات توأمة مع:
- فيرنيو